# China Steel
China Steel Corporation (CSC, Chinees: 中國鋼鐵) is een geïntegreerd staalbedrijf uit Taiwan.

## Activiteiten
In 2020 produceerde CSC ruim veertien miljoen ton staal en daarmee was het een van de grotere staalproducenten van de wereld. Dit cijfer omvat de circa zes miljoen ton geproduceerd door dochteronderneming Dragon Steel. De productie was net als de omzet en de winst fors gedaald door de economische malaise ten gevolge van de coronapandemie, waardoor ook de staalprijs was gedaald.
De belangrijkste productgroepen van China Steel zijn staalplaten, -staven, en -draad en koud- en warmgewalst staal. Ongeveer een derde werd geëxporteerd. Ruim een kwart van de export ging naar China, vijftien procent naar Japan en dertien naar Vietnam. In januari 2020 besloot CSC zijn strategie te richten op hoogwaardige staalproducten en groene energie. Naast staal maken heeft CSC ook een ingenieursbureau dat de eigen fabrieken ontwerpt en bouwt maar ook externe opdrachten uitvoert.
CSC bezit geen eigen mijnen. Het bedrijf importeerde meer dan dertien miljoen ton ijzererts. 83% daarvan kwam uit Australië. Het importeerde ook ruim zeven miljoen ton cokes. Driekwart was uit Australië afkomstig en ongeveer een zesde uit Canada. Bijna de helft van de elektriciteit die het bedrijf nodig had werd opgewekt met eigen hoogovengas.

## Geschiedenis
China Steel werd in december 1971 opgericht met het hoofdkantoor in Taipei. Drie jaar later kreeg het een notering op de Beurs van Taiwan. In 1975 verhuisde het hoofdkantoor naar Kaohsiung. Twee jaar later werd het een staatsbedrijf. In april 1995 werd het bedrijf opnieuw geprivatiseerd. In 2013 werd het nieuwe torengebouw voor het hoofdkantoor opgeleverd.
De staalfabriek werd tussen 1974 en 1977 gebouwd met een jaarcapaciteit van 1,5 miljoen ton. Tegen 1982 was deze uitgebreid tot 3,25 miljoen ton, tegen 1988 verder tot 5,65 miljoen ton en tegen 1997 tot acht miljoen ton. In 2008 werd Dragon Steel overgenomen, waarop de capaciteit toenam tot bijna zestien miljoen ton.